# UCI World Tour
De UCI World Tour is vanaf 2011 een internationale wielercompetitie georganiseerd door de UCI waarin alle wedstrijden van de voormalige UCI ProTour en de Historische kalender, samen in 2009 en 2010 de UCI Wereldkalender vormend, zijn opgenomen.
Met de invoering van de UCI World Tour kwam een einde aan het geschil dat sinds 2005 gaande was tussen de UCI en de organisatoren van de grote rondes en andere historische wedstrijden en waardoor de belangrijkste wielerwedstrijden werden opgedeeld tussen deze twee competities. Dit besluit werd genomen op het congres van de Internationale Wielerunie UCI in het Australische Geelong tijdens het WK wielrennen in 2010. Hierdoor kwam eveneens een einde aan het feit dat ProTour-ploegen niet automatisch mochten starten in alle grote koersen. Zo werd Team RadioShack niet toegelaten tot de Ronde van Spanje 2010. Vanaf 2011 hebben de achttien ProTour-teams niet alleen het recht, maar ook de plicht in alle wedstrijden van de UCI World Tour te starten. Deelname van andere ploegen wordt geregeld door het systeem van wildcards. De UCI ProSeries is sinds 2020 het niveau onder de World Tour.

## Wedstrijden
| Land                         | Wedstrijd                                           | Jaar                                                                       | Organisator                                     |
| ---------------------------- | --------------------------------------------------- | -------------------------------------------------------------------------- | ----------------------------------------------- |
| Australië                    | Tour Down Under                                     | 2011–2012–2013–2014–2015–2016–2017–2018–2019–2020–2021–2022–2023–2024–2025 | Events South Australia                          |
| Australië                    | Cadel Evans Great Ocean Road Race                   | 2017–2018–2019–2020–2021–2022–2023–2024–2025                               | Events South Australia                          |
| Verenigde Arabische Emiraten | Ronde van Abu Dhabi                                 | 2017–2018                                                                  | RCS Sport                                       |
| Verenigde Arabische Emiraten | Ronde van de Verenigde Arabische Emiraten           | 2019–2020-2021–2022-2023-2024-2025                                         | RCS Sport                                       |
| België                       | Omloop Het Nieuwsblad                               | 2017–2018–2019–2020-2021–2021-2022-2023-2024-2025                          | Flanders Classics                               |
| Italië                       | Strade Bianche                                      | 2017–2018–2019–2020-2021–2022-2023-2024-2025                               | RCS Sport                                       |
| Frankrijk                    | Parijs-Nice                                         | 2011–2012–2013–2014–2015–2016–2017–2018–2019–2020-2021–2022-2023-2024-2025 | ASO                                             |
| Italië                       | Tirreno-Adriatico                                   | 2011–2012–2013–2014–2015–2016–2017–2018–2019–2020-2021–2022-2023-2024-2025 | RCS Sport                                       |
| Italië                       | Milaan-San Remo                                     | 2011–2012–2013–2014–2015–2016–2017–2018–2019–2020–2021–2022–2023–2024–2025 | RCS Sport                                       |
| Spanje                       | Ronde van Catalonië                                 | 2011–2012–2013–2014–2015–2016–2017–2018–2019–2020–2021–2022–2023–2024–2025 | Volta Ciclista a Catalunya Associació Esportiva |
| België                       | Classic Brugge-De Panne                             | 2019–2020–2021–2022–2023–2024–2025                                         | KVC Panne Sportief                              |
| België                       | E3 Saxo Classic (t/m 2018: E3 Harelbeke)            | 2012–2013–2014–2015–2016–2017–2018–2019–2020–2021–2022–2023–2024–2025      | Wielerclub Hand in Hand                         |
| België                       | Gent-Wevelgem                                       | 2011–2012–2013–2014–2015–2016–2017–2018–2019–2020–2021–2022–2023–2024–2025 | Flanders Classics                               |
| België                       | Dwars door Vlaanderen                               | 2017–2018–2019–2020–2021–2022–2023–2024–2025                               | KSV Waregem Vooruit en Flanders Classics        |
| België                       | Ronde van Vlaanderen                                | 2011–2012–2013–2014–2015–2016–2017–2018–2019–2020–2021–2022–2023–2024–2025 | Flanders Classics                               |
| Spanje                       | Ronde van het Baskenland                            | 2011–2012–2013–2014–2015–2016–2017–2018–2019–2020–2021–2022–2023–2024–2025 | Organizaciones Ciclistas Euskadi                |
| Frankrijk                    | Parijs-Roubaix                                      | 2011–2012–2013–2014–2015–2016–2017–2018–2019–2020–2021–2022–2023–2024–2025 | ASO                                             |
| Nederland                    | Amstel Gold Race                                    | 2011–2012–2013–2014–2015–2016–2017–2018–2019–2020–2021–2022–2023–2024–2025 | Stichting Amstel Gold Race                      |
| Turkije                      | Ronde van Turkije                                   | 2017–2018–2019                                                             | Turkish Cycling Federation                      |
| België                       | Waalse Pijl                                         | 2011–2012–2013–2014–2015–2016–2017–2018–2019–2020–2021–2022–2023–2024–2025 | ASO                                             |
| België                       | Luik-Bastenaken-Luik                                | 2011–2012–2013–2014–2015–2016–2017–2018–2019–2020–2021–2022–2023–2024–2025 | ASO                                             |
| Zwitserland                  | Ronde van Romandië                                  | 2011–2012–2013–2014–2015–2016–2017–2018–2019–2020–2021–2022–2023–2024–2025 | Fondation du Tour de Romandie                   |
| Duitsland                    | Eschborn-Frankfurt                                  | 2017–2018–2019–2020–2021–2022–2023–2024–2025                               | ASO                                             |
| Verenigde Staten             | Ronde van Californië                                | 2017–2018–2019                                                             | Anschutz Entertainment Group                    |
| Italië                       | Ronde van Italië                                    | 2011–2012–2013–2014–2015–2016–2017–2018–2019–2020–2021–2022–2023–2024–2025 | RCS Sport                                       |
| Frankrijk                    | Critérium du Dauphiné                               | 2011–2012–2013–2014–2015–2016–2017–2018–2019–2020–2021–2022–2023–2024–2025 | ASO                                             |
| Zwitserland                  | Ronde van Zwitserland                               | 2011–2012–2013–2014–2015–2016–2017–2018–2019–2020–2021–2022–2023–2024–2025 | IMG (International Management Group)            |
| Denemarken                   | Copenhagen Sprint                                   | 2025                                                                       | Danmarks Cykle Union                            |
| Frankrijk                    | Ronde van Frankrijk                                 | 2011–2012–2013–2014–2015–2016–2017–2018–2019–2020–2021–2022–2023–2024–2025 | ASO                                             |
| Spanje                       | Clásica San Sebastián                               | 2011–2012–2013–2014–2015–2016–2017–2018–2019–2020–2021–2022–2023–2024–2025 | Organizaciones Ciclistas Euskadi                |
| Polen                        | Ronde van Polen                                     | 2011–2012–2013–2014–2015–2016–2017–2018–2019–2020–2021–2022–2023–2024–2025 | Lang Team                                       |
| Groot-Brittannië             | RideLondon Classic                                  | 2017–2018–2019–2020–2021                                                   | London & Surrey Cycling Partnership             |
| België & Nederland           | Renewi Tour                                         | 2011–2012–2013–2014–2015–2016–2017–2018–2019–2020–2021–20222023–2024–2025  | Golazo Sports                                   |
| Spanje                       | Ronde van Spanje                                    | 2011–2012–2013–2014–2015–2016–2017–2018–2019–2020–2021–2022–2023–2024–2025 | Unipublic (ASO)                                 |
| Duitsland                    | Cyclassics Hamburg                                  | 2011–2012–2013–2014–2015–2016–2017–2018–2019–2020–2021–2022–2023–2024–2025 | Upsolut Event                                   |
| Frankrijk                    | Bretagne Classic (t/m 2015: GP Ouest France-Plouay) | 2011–2012–2013–2014–2015–2016–2017–2018–2019–2020–2021–2022–2023–2024–2025 | Comité des Fêtes de Plouay                      |
| Canada                       | Grote Prijs van Quebec                              | 2011–2012–2013–2014–2015–2016–2017–2018–2019–2020–2021–2022–2023–2024–2025 | Groupe Serdy                                    |
| Canada                       | Grote Prijs van Montreal                            | 2011–2012–2013–2014–2015–2016–2017–2018–2019–2020–2021–2022–2023–2024–2025 | Groupe Serdy                                    |
| Wereldwijd                   | UCI Ploegentijdrit                                  | 2012 – 2013 – 2014 – 2015                                                  | UCI                                             |
| Italië                       | Ronde van Lombardije                                | 2011–2012–2013–2014–2015–2016–2017–2018–2019–2020–2021–2022–2023–2024–2025 | RCS Sport                                       |
| China                        | Ronde van Peking                                    | 2011–2012–2013–2014                                                        | ASO                                             |
| China                        | Ronde van Guangxi                                   | 2017–2018–2019–2020–2021–2022–2023–2024–2025                               | Wanda Sports                                    |

## Ranglijst
Tot en met 2023 werd een ranglijst opgesteld op basis van de punten behaald in World Tour-wedstrijden. Enkel renners uit World Tour-ploegen werden opgenomen in de ranglijst.

### Puntenverdeling
Per race werden er punten uitgedeeld aan renners, ploegen en landen. Sinds 2023 ziet de puntenverdeling er als volgt uit.
| Evenement | Evenement | 1e      | 2e      | 3e     | Laatste met punten            |
| --- | --- | ------- | ------- | ------ | ----------------------------- |
| Ronde van Frankrijk                                                                                             | EindklassementEtappe                                                                                            | 1300210 | 1040150 | 880110 | 60e (15 punten)15e (5 punten) |
| Ronde van Italië Ronde van Spanje                                                                               | EindklassementEtappe                                                                                            | 1100180 | 885130  | 75095  | 60e (10 punten)15e (2 punten) |
| Tour Down Under Parijs-Nice Tirreno-Adriatico Ronde van Romandië Critérium du Dauphiné Ronde van Zwitserland    | EindklassementEtappe                                                                                            | 50060   | 40040   | 32530  | 60e (3 punten)10e (2 punten)  |
| Ronde van Catalonië Ronde van het Baskenland Ronde van Polen BinckBank Tour                                     | EindklassementEtappe                                                                                            | 40050   | 32030   | 26025  | 60e (2 punten)10e (1 punt)    |
| Ronde van Abu Dhabi Ronde van Turkije Ronde van Californië Ronde van Guangxi                                    | EindklassementEtappe                                                                                            | 30040   | 25025   | 21520  | 60e (1 punt)10e (1 punt)      |
| Milaan-San Remo Ronde van Vlaanderen Parijs-Roubaix Luik-Bastenaken-Luik Ronde van Lombardije                   | Milaan-San Remo Ronde van Vlaanderen Parijs-Roubaix Luik-Bastenaken-Luik Ronde van Lombardije                   | 800     | 640     | 520    | 60e (5 punten)                |
| Gent-Wevelgem Amstel Gold Race Bretagne Classic Grote Prijs van Quebec Grote Prijs van Montreal                 | Gent-Wevelgem Amstel Gold Race Bretagne Classic Grote Prijs van Quebec Grote Prijs van Montreal                 | 500     | 400     | 325    | 60e (3 punten)                |
| Clásica San Sebastián Waalse Pijl E3 Saxo Classic Cyclassics Hamburg                                            | Clásica San Sebastián Waalse Pijl E3 Saxo Classic Cyclassics Hamburg                                            | 400     | 320     | 260    | 60e (2 punten)                |
| Cadel Evans Great Ocean Road Race Omloop Het Nieuwsblad Strade Bianche Dwars door Vlaanderen Eschborn-Frankfurt | Cadel Evans Great Ocean Road Race Omloop Het Nieuwsblad Strade Bianche Dwars door Vlaanderen Eschborn-Frankfurt | 300     | 250     | 215    | 60e (1 punt)                  |

### Eindklassementen
Individueel
| Jaar | Naam               | Ploeg              | Punten |
| ---- | ------------------ | ------------------ | ------ |
| 2011 | Philippe Gilbert   | Omega Pharma-Lotto | 718    |
| 2012 | Joaquim Rodríguez  | Team Katjoesja     | 692    |
| 2013 | Joaquim Rodríguez  | Team Katjoesja     | 607    |
| 2014 | Alejandro Valverde | Movistar Team      | 686    |
| 2015 | Alejandro Valverde | Movistar Team      | 675    |
| 2016 | Peter Sagan        | Tinkoff            | 669    |
| 2017 | Greg Van Avermaet  | BMC Racing Team    | 3582   |
| 2018 | Simon Yates        | Mitchelton-Scott   | 3072   |
| 2019 | Primož Roglič      | Team Jumbo-Visma   | 4155   |
| 2020 | Primož Roglič      | Team Jumbo-Visma   | 4237   |
| 2021 | Tadej Pogačar      | UAE Team Emirates  | 5323   |
| 2022 | Tadej Pogačar      | UAE Team Emirates  | 5131   |
| 2023 | Tadej Pogačar      | UAE Team Emirates  | 7685   |
| 2024 | Tadej Pogačar      | UAE Team Emirates  | 11655  |

Ploegen
| Jaar | Ploeg                 | Punten |
| ---- | --------------------- | ------ |
| 2011 | Omega Pharma-Lotto    | 1099   |
| 2012 | Sky ProCycling        | 1691   |
| 2013 | Movistar Team         | 1610   |
| 2014 | Movistar Team         | 1440   |
| 2015 | Movistar Team         | 1619   |
| 2016 | Movistar Team         | 1471   |
| 2017 | Team Sky              | 12806  |
| 2018 | Quick-Step Floors     | 13385  |
| 2019 | Deceuninck–Quick-Step | 14835  |
| 2020 | Team Jumbo-Visma      | 9919   |
| 2021 | Deceuninck–Quick-Step | 15641  |
| 2022 | Team Jumbo-Visma      | 15003  |
| 2023 | UAE Team Emirates     | 30958  |
| 2024 | UAE Team Emirates     | 36808  |

Landen
| Jaar | Land      | Punten |
| ---- | --------- | ------ |
| 2011 | Italië    | 1302   |
| 2012 | Spanje    | 1889   |
| 2013 | Spanje    | 1890   |
| 2014 | Spanje    | 1834   |
| 2015 | Spanje    | 1945   |
| 2016 | Spanje    | 1475   |
| 2017 | België    | 14605  |
| 2018 | België    | 14502  |
| 2019 | België    | 13491  |
| 2020 | Frankrijk | 9542   |
| 2021 | België    | 14349  |
| 2022 | België    | 17901  |
| 2023 | België    | 23090  |
| 2024 | België    | 24311  |

2011 · 2012 · 2013 · 2014 · 2015 · 2016 · 2017 · 2018 · 2019 · 2020 · 2021 · 2022 · 2023 · 2024 · 2025
Tour Down Under · Great Ocean Road Race · Ronde van de Verenigde Arabische Emiraten · Omloop Het Nieuwsblad · Strade Bianche · Parijs-Nice · Tirreno-Adriatico · Milaan-San Remo · Ronde van Catalonië · Classic Brugge-De Panne · E3 Harelbeke · Gent-Wevelgem · Dwars door Vlaanderen · Ronde van Vlaanderen · Ronde van het Baskenland · Parijs-Roubaix · Amstel Gold Race · Waalse Pijl · Luik-Bastenaken-Luik · Ronde van Romandië · Eschborn-Frankfurt · Ronde van Italië · Ronde van Auvergne-Rhône-Alpes · Ronde van Zwitserland · Copenhagen Sprint · Ronde van Frankrijk · Clásica San Sebastián · Ronde van Polen · Cyclassics Hamburg · Renewi Tour · Ronde van Spanje · Bretagne Classic · GP van Québec · GP van Montréal · Ronde van Lombardije · Ronde van Guangxi
Alpecin-Deceuninck · Arkéa-B&B Hotels · Bahrain-Victorious · Cofidis · Decathlon AG2R La Mondiale Team · EF Education-EasyPost · Groupama-FDJ · INEOS Grenadiers · Intermarché-Wanty · Lidl-Trek · Movistar Team · Red Bull-BORA-hansgrohe · Soudal Quick-Step · Jayco AlUla · Picnic PostNL · UAE Team Emirates-XRG · Visma-Lease a Bike · XDS Astana Team
Zie ook: UCI World Tour 2025 · Continental Circuits